# Paco Moncayo
Paco Moncayo Gallegos (Quito, 8 oktober 1940) is voormalig burgemeester van Quito en voormalig generaal van het Ecuadoraanse leger.

## Biografie
Moncayo werd in 1940 geboren als zoon van Paco Moncayo Altamirano, advocaat, en Aida de Moncayo, onderwijzeres. Het gezin verhuisde naar Riobamba toen Moncayo nog jong was. Toen Moncayo elf jaar was, verhuisde het gezin weer terug naar Quito.
Vanaf 1957 heeft Moncayo les gehad aan de militaire school Escuela Superior Militar Eloy Alfaro, vernoemd naar José Eloy Alfaro Delgado. Hij behaalde zijn bachelor in 1960. In 1962 ging hij als tweede luitenant bij het Ecuadoraanse leger. Hij werkte zich op tot generaal. Hij leidde het Ecuadoraanse leger in 1995 tijdens de Cenepa-oorlog.
Van 1998 tot 2000 was hij lid van het Congreso Nacional del Ecuador. Hij werd in 2000 verkozen tot burgemeester van Quito namens de partij Izquierda Democrática. Hij werd in 2004 herverkozen voor deze functie. Op 29 januari 2009 legde hij zijn functie als burgemeester van Quito neer.
In 2007 werd hij verkozen tot vicepresident van United Cities and Local Governments (UCLG). In 2008 behoorde hij tot de 50 finalisten voor de World Mayor Award 2008.
Moncayo is getrouwd en heeft vier kinderen.

## Onderscheiding
In 2003 werd Moncayo onderscheiden met de Internationale Simón Bolívar-prijs van de UNESCO, een prijs die het doel heeft activiteiten van buitengewone verdienste te belonen die in de geest staan van de Latijns-Amerikaanse vrijheidsstrijder Simón Bolívar.